# Boavista SC
A Boavista Sport Club, röviden Boavista, Saquarema település labdarúgó csapata, melyet 1961-ben hoztak létre. A brazil együttes az állami Carioca bajnokságban szerepel.

## Története

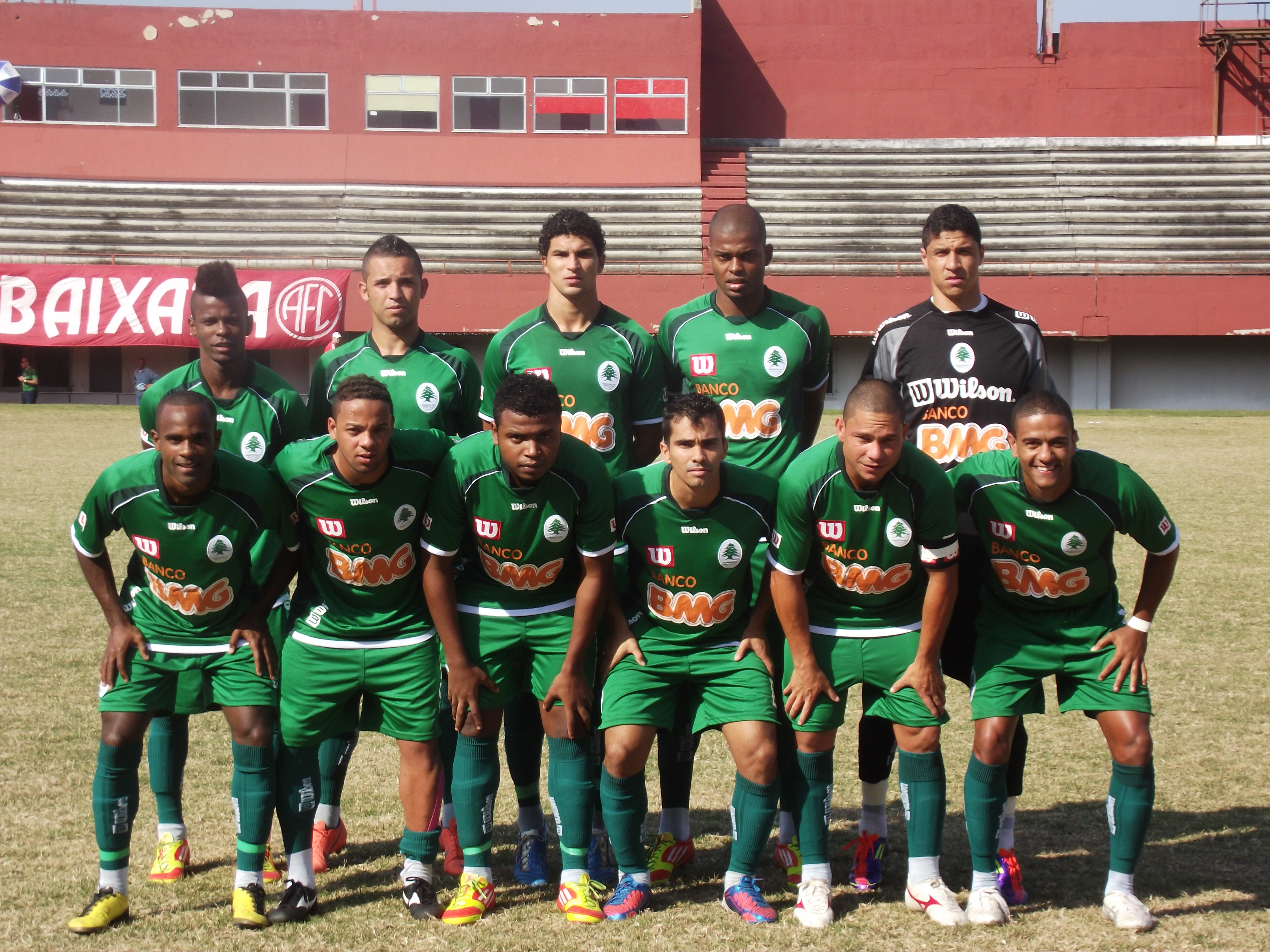
A 2012-es csapat

A csapatot 1961. október 14-én alapították és Esporte Clube Barreira néven.
1991-ben megnyerték a harmadosztályú állami bajnokságot, majd a rákövetkező 1992-es szezonban a második helyen végeztek a másodosztályban. Egészen 1995-ig kellett várni az élvonalbeli szereplésre, ahol rögtön az előkelő hatodik helyen végeztek.
2004. március 10-én vették fel a Boavista Sport Club nevet. Első trófeájukat a 2006-os állami másodosztályú bajnokság megnyerésével szerezték meg.

## Sikerlista

### Állami
- 1-szeres Carioca Série B bajnok: 2006

## Játékoskeret
2015-től
| # |     | Poszt | Név               |
| - | --- | ----- | ----------------- |
|   | BRA | K     | Marcelo Carné     |
|   | BRA | K     | Léo               |
|   | BRA | K     | Dida              |
|   | BRA | V     | Anderson Luiz     |
|   | BRA | V     | Thiaguinho        |
|   | BRA | V     | Yago              |
|   | BRA | V     | Jeff Silva        |
|   | BRA | V     | Gustavo Conceição |
|   | BRA | V     | Flavinho          |
|   | BRA | V     | Edmar             |
|   | BRA | V     | Bruno Costa       |
|   | BRA | V     | Edmário           |
|   | BRA | V     | Cristiano         |
|   | BRA | KP    | Roberto Lopes     |
|   | BRA | KP    | Thiago Silva      |
|   | BRA | KP    | Tiago Barreiros   |
|   | BRA | KP    | Erick Flores      |

| # |     | Poszt | Név               |
| - | --- | ----- | ----------------- |
|   | BRA | KP    | Vinícius Pacheco  |
|   | BRA | KP    | Vitor Faíska      |
|   | BRA | KP    | Willian Bersan    |
|   | BRA | KP    | Lucas             |
|   | BRA | KP    | Jefferson Gomes   |
|   | BRA | KP    | Fábio Azevedo     |
|   | BRA | KP    | Francismar        |
|   | BRA | KP    | Jéferson          |
|   | BRA | KP    | Jeffinho          |
|   | BRA | KP    | Jefferson Arroz   |
|   | BRA | CS    | Edu               |
|   | BRA | CS    | Anselmo           |
|   | BRA | CS    | Juninho           |
|   | BRA | CS    | Max Pardalzinho   |
|   | BRA | CS    | Marcelo Nicácio   |
|   | BRA | CS    | Lenny             |
|   | BRA | CS    | Cláudio Pagodinho |